# Knickebein
Il Knickebein fu un sistema radiofaro utilizzato dai bombardieri della Luftwaffe all'inizio della seconda guerra mondiale per individuare gli obiettivi da colpire. Fu sviluppato dalla società Telefunken, sfruttando il metodo X-Gerät, che a sua volta era basato sul metodo di Lorenz.

## Funzionamento
Il Knickebein fu utilizzato nelle incursioni notturne tedesche nella fase iniziale della Battaglia d'Inghilterra. Ciò consentì di colpire con sufficiente precisione i singoli bersagli a una distanza di 250 km in un'area di ± 1500 m.
A differenza del metodo X-Gerät già introdotto, che richiedeva l'uso di apparecchiature separate a bordo, le "apparecchiature di emergenza" utilizzavano le apparecchiature Lorenz-Funk, già presenti sugli aeromobili nella banda di frequenza Fubl 1 nella gamma di frequenze 30-33 Mhz. 
Il sistema Fubl 2 fu successivamente installato per i bersagli a distanze maggiori con il più sensibile ricevitore di tipo Ebl 3, al posto del ricevitore Ebl 1. Grazie all'eliminazione delle ulteriori apparecchiature di bordo necessarie per la procedura X-Gerät, gli operatori radio/bombardiere non ebbero bisogno di alcun addestramento approfondito.

## Stazioni
Per le incursioni aeree notturne sull'Inghilterra, inizialmente le tre stazioni di trasmissione Knickebein a Kleve, sullo Stollberg e vicino a Maulburg puntarono la città da bombardare, mentre le altre furono aggiunte in seguito. 
Le stazioni trasmittenti furono allestite nei seguenti luoghi:
| No. | Ø [m] | Posizione                                 | nazione | Coordinate                              | Descrizione della posizione                |
| --- | ----- | ----------------------------------------- | ------- | --------------------------------------- | ------------------------------------------ |
| K1  | 30    | Klepp                                     | n       | ♁ 58 ° 46 12,3 ″ N , 5° 37 11 ″ E       | 22 km a sud-sudovest di Stavanger          |
| K2  | 95    | Stollberg                                 | D.      | ♁ 54 ° 38 40 ″ N , 8° 56 ′ 40 ″ E       | 3 km a nord-nordovest di Bredstedt         |
| K3  | 30    | Julianadorp                               | NL      | ♁ 52 ° 54 ′ 47,8 ″ N , 4° 43 0,5 ″ E    | 5 km a sud-sudovest di Den Helder          |
| K4  | 95    | Kleve - Materborn                         | D.      | ♁ 51°47 19,5″ N , 6°6 13,2″ E           | 58 km a nord ovest di Duisburg             |
| K5  | 30    | Bergen op Zoom                            | NL      | 51 27 '03 "N 4 18' 00 O                 | 50 km a sud-sudovest di Rotterdam          |
| K6  | 30    | Mont Violette                             | F.      | ♁ 50 ° 37 '2.4 " N , 1 ° 40' 56.5" E    | 13 km a sud-sudest di Boulogne-sur-Mer     |
| K7  | 30    | Greny                                     | F.      | 49 56 '55 "N 1 17' 31"                  | 16 km a est-nord-est di Dieppe             |
| K8  | 30    | Mont Pinçon a nord di Le Plessis-Grimoult | F.      | ♁ 48 ° 58 31,3 ″ N , 0 ° 37 27,6 ″ W.   | 30 km a sud ovest di Caen                  |
| K9  | 30    | Beaumont-Hague                            | F.      | ♁ 49 ° 40 ′ 24,4 ″ N , 1° 51 ′ 9,2 ″ W. | 16 km a ovest-nordovest di Cherbourg       |
| K10 | 30    | Sortosville-en-Beaumont                   | F.      | ♁ 49 ° 25 ′ 5,8 " N , 1° 42 ′ 32,6" W.  | 25 km a sud-sudovest di Cherbourg          |
| K11 | 30    | Saint-Fiacre vicino a Plestin-les-Grèves  | F.      | 48 39 '59 "N 3 43' 49" O                | 17 km a est-nord-est di Morlaix            |
| K12 | 95    | Maulburg                                  | D.      | ♁ 47 ° 38 2,4 ″ N , 7° 45 ′ 47,9 ″ O    | 8 km a est-nord-est di Lörrach             |
| K13 | 30    | Noto                                      | IO.     | 36 55 '52 N 14 58' 48.90 O              | 27 km a sud-ovest di Siracusa (non finito) |

## Contromisure
Il fisico britannico Reginald Victor Jones ha analizzato il funzionamento del Knickebein. Decifrò i messaggi radio provenienti dalla Royal Air Force, intercettati dal suo connazionale Frederick Norman, noto come "Bimbo", da Bletchley Park. Un aereo appositamente attrezzato del tipo Avro Anson della Royal Air Force registrò il 21 giugno 1940 le onde radio provenienti dal territorio del Reich tedesco. Lì la compagnia produceva principalmente motori aerei "Merlin". 
Nello stesso 1940, il processo fu interrotto con successo dal fatto che le stazioni radio inglesi trasmisero anche il segnale Morse utilizzato dai sistemi Knickebein; questo segnale confuse i piloti tedeschi e ne portò molti fuori rotta. Secondo la valutazione di Winston Churchill, le contromisure del 1940 diedero un contributo significativo alla riduzione dell'efficienza dei bombardamenti tedeschi sull'area al di sotto del 20%.
La contromisura tedesca reagì alle misure britanniche in diversi modi: i trasmettitori Knickebein furono attivati senza che si verificasse un attacco o furono accesi solo poco prima dell'inizio dell'attacco, o molti dei sistemi furono messi in funzione contemporaneamente, in questo modo non fu più possibile determinare la destinazione del volo in tempo o comunque determinarne la destinazione esatta.
Tuttavia, dopo la perduta Battaglia d'Inghilterra e l'abbandono dell'Operazione Leone marino, la maggior parte dei caccia della Luftwaffe furono spostati sul fronte orientale.